# Cypress Lake (Florida)
Cypress Lake ist ein census-designated place (CDP) im Lee County im US-Bundesstaat Florida. Das U.S. Census Bureau hat bei der Volkszählung 2020 eine Einwohnerzahl von 13.727 ermittelt.

## Geographie
Cypress Lake wird von der Florida State Road 867 tangiert und befindet sich rund 2 km südlich von Fort Myers. Tampa liegt etwa 210 km und Miami 220 km entfernt.

## Demographische Daten
Laut der Volkszählung 2010 verteilten sich die damaligen 11.846 Einwohner auf 9019 Haushalte. Die Bevölkerungsdichte lag bei 1150,1 Einw./km². 93,9 % der Bevölkerung bezeichneten sich als Weiße, 2,2 % als Afroamerikaner, 0,2 % als Indianer und 0,8 % als Asian Americans. 1,6 % gaben die Angehörigkeit zu einer anderen Ethnie und 1,2 % zu mehreren Ethnien an. 8,2 % der Bevölkerung bestand aus Hispanics oder Latinos.
Im Jahr 2010 lebten in 12,3 % aller Haushalte Kinder unter 18 Jahren sowie 49,5 % aller Haushalte Personen mit mindestens 65 Jahren. 49,1 % der Haushalte waren Familienhaushalte (bestehend aus verheirateten Paaren mit oder ohne Nachkommen bzw. einem Elternteil mit Nachkomme). Die durchschnittliche Größe eines Haushalts lag bei 1,81 Personen und die durchschnittliche Familiengröße bei 2,41 Personen.
11,8 % der Bevölkerung waren jünger als 20 Jahre, 17,6 % waren 20 bis 39 Jahre alt, 24,5 % waren 40 bis 59 Jahre alt und 46,3 % waren mindestens 60 Jahre alt. Das mittlere Alter betrug 58 Jahre. 44,8 % der Bevölkerung waren männlich und 55,2 % weiblich.
Das durchschnittliche Jahreseinkommen lag bei 46.347 $, dabei lebten 10,7 % der Bevölkerung unter der Armutsgrenze.
Im Jahr 2000 war Englisch die Muttersprache von 94,24 % der Bevölkerung, Spanisch sprachen 3,24 % und 2,52 % hatten eine andere Muttersprache.